# Sprattus fuegensis
La sardina fueguina (Sprattus fuegensis) es una especie de pez clupeiforme perteneciente a la familia Clupeidae hallado en aguas subtropicales del océano Atlántico Sur en la Patagonia, Tierra del Fuego y las islas Malvinas.

## Distribución
La sardina fueguina habita la plataforma continental de la Patagonia y Tierra del Fuego entre los 43°30' y 55° de latitud sur y las mismas latitudes en las aguas de las islas Malvinas. 

## Características
Tiene un cuerpo fusiforme con la cabeza relativamente pequeña. Es de color gris en el dorso, aclarándose en los flanco y blanco en el vientre; las aletas son transparentes. La longitud máxima se registra en las Malvinas con 20,5 cm de longitud.